# Алекс Маршалл (футболіст)
Алекс Маршалл (англ. Alex Marshall; нар. 24 лютого 1998, Кінгстон) — ямайський футболіст, нападник клубу «Маунт Плезант» та національної збірної Ямайки. Виступав також за клуб «Кавальєр».

## Клубна кар'єра
У професійному футболі Алекс Маршалл дебютував 2014 року виступами за команду «Кавальєр», в якій грав до 2020 року, відзначившись у 73 матчах чемпіонату 21 забитим м'ячем. З 2020 по 2022 рік футболіст грав у канадській команді команд «Галіфакс Вондерерс». У 2023 році Маршалл повернувся на батьківщину, де став гравцем клубу «Портмор Юнайтед». З 2024 року Алекс Маршалл грає в складі клубу «Маунт Плезант».

## Виступи за збірну
У 2017 році Алекс Маршалл дебютував у складі національної збірної Ямайки. У складі збірної був учасником розіграшу Кубка Америки 2024 року у США. Станом на листопад 2024 року зіграв у складі збірної 17 матчів, у яких забитими м'ячами не відзначився.